# Saint-Lyé-la-Forêt
Saint-Lyé-la-Forêt là một xã của tỉnh Loiret, thuộc vùng Centre-Val de Loire, miền trung nước Pháp.